# عواصف (مسلسل)
مسلسل عواصف من المسلسلات الأولي للتلفزيون المصري في 1965 بطولة الفنانة سهير البابلي ويوسف شعبان إخراج إبراهيم الشقنقيري وتأليف د. يوسف عز الدين عيسى والفيلم مأخوذ من مسلسل إذاعي رائد كان قد قدمه مؤلفه للإذاعة في البرنامج العام في 30 حلقة في 1957 وهو مسلسل سيكولوجى متألق ورائد في وقته وقد كان له تأثير كبير في الدراما المصرية. كان دور سهير بابلي دوراً صعباً مركباً، أدته بتألق وشموخ ولم يكن فيه أي مشاهد خارجة بينما تنساب الأحداث برومانسية وحساسية فائقة. مسلسل عواصف من روائع التمثيليات المصرية بطولة الفنانة القديرة سهير زكي